# Hidreto de alumínio e sódio
Hidreto de alumínio e sódio (NaAlH4) ou alanato de sódio é um composto químico usado como um agente redutor. É similar ao hidreto de alumínio e lítio.
Tem sido também considerado para o uso como uma substânciua de estocaquem de hidrogênio, com o hidrogênio liberado quando aquecido. Pela adição de titânio a cinética da liberação de hidrogênio e a recarga são grandemente melhoradas.